# Хорівська волость
Хорівська волость — адміністративно-територіальна одиниця Володимир-Волинського повіту Волинської губернії Російської імперії та Української держави. Волосний центр — село Хорів. 
Наприкінці ХІХ ст. село Павловичі відійшло до Киселинської волості.
Станом на 1885 рік складалася з 29 поселень, 23 сільських громад. Населення — 8946 осіб (4342 чоловічої статі та 4604 — жіночої), 1168 дворових господарств.
|                     | Площа, десятин | У тому числі орної, дес. |
| ------------------- | -------------- | ------------------------ |
| Сільських громад    | 11137          | 8400                     |
| Приватної власності | 11074          | 5492                     |
| Казенної власності  | —              | —                        |
| Іншої власності     | 674            | 519                      |
| Загалом             | 22885          | 14411                    |

Основні поселення волості:
- Хорів — колишнє власницьке село при річці Стиві за 31 версту від повітового міста, волосне правління, 320 осіб, 49 дворів, 2 православні церкви, поштова станція, заїжджий будинок, водяний млин.
- Бужковичі — колишнє власницьке село при річці Свинорийка, 261 особа, 55 дворів, православна церква, заїжджий будинок.
- Вуйковичі — колишнє власницьке село при річці Свинорийка, 293 особи, 48 дворів, православна церква, заїжджий будинок, водяний млин.
- Дорогиничі — колишнє власницьке село при річці Свинорийка, 306 осіб, 55 дворів, 2 православні церкви, заїжджий будинок, кузня.
- Загорівська Волиця (Новий Загорів) — колишнє власницьке село, 248 осіб, 45 дворів, монастир, заїжджий будинок, ярмарок.
- Замличі — колишнє власницьке село при річці Свинорийка, 179 осіб, 25 дворів, православна церква, заїжджий будинок, 2 водяні млини.
- Крухиничі — колишнє державне село при болоті Расівщині, 640 осіб, 107 дворів, православна церква, школа, заїжджий будинок.
- Локачі — колишнє власницьке містечко при річці Свинорийка, 319 осіб, 63 двори, 2 православних церкви, костел, каплиця, синагога, 4 єврейські молитовні будинки, школа, 42 крамниці, ярмарок.
- Марковичі — колишнє власницьке село, 384 особи, 35 дворів, православна церква, водяний млин.
- Орищі — колишнє власницьке село, 305 осіб, 54 двори, 2 православні церкви, заїжджий будинок.
- Павловичі — колишнє державне село, 540 осіб, 69 дворів, православна церква, школа, заїжджий будинок, водяний млин.
- Роговичі — колишнє власницьке село при струмку, 117 осіб, 16 дворів, православна церква, заїжджий будинок.
- Старий Загорів — колишнє власницьке село, 390 осіб, 52 двори, православна церква, заїжджий будинок.
- Шельвів — колишнє власницьке село при ключі Мулавиці, 400 осіб, 62 двори, православна церква, каплиця, 2 заїжджі будинки, вітряк, винокурний завод.

## Історія
Волость існувала з 1861 по 1920 р. у складі Володимир-Волинського повіту Волинської губернії. 18 березня 1921 року Західна Волинь відійшла до складу Польщі. З 1921 по 1939 роки волость існувала як ґміна Хорув Горохівського повіту Волинського воєводства в тих же межах, що і до 1920 року. В 1921 р. складалася з 45 населених пунктів, налічувала 12 064 жителі (10 070 православних, 1 636 римо-католиків, 165 євангелістів, 5 греко-катроликів і 188 юдеїв).
Польською окупаційною владою на території ґміни інтенсивно велася державна програма будівництва польських колоній і заселення поляками. На 1936 рік ґміна складалася з 34 громад:
1. Олександрівка — колонія: Олександрівка;
2. Баконівка — колонії: Баконівка і Запуст;
3. Бермешів — село: Бермешів;
4. Бужковичі — село: Бужковичі;
5. Хорів — село: Хорів;
6. Цевеличі — села: Цевеличі-Горішні й Цевеличі-Долішні та колонія: Гайчина;
7. Дорогиничі — село: Дорогиничі та фільварок: Янин;
8. Гранатів — колонія: Гранатів;
9. Горохівка — колонія: Горохівка;
10. Ясинівка — колонія: Ясинівка;
11. Козлів — село: Козлів та фільварок: Козлів;
12. Кремеш — село: Кремеш;
13. Крухиничі — село: Крухиничі;
14. Локачі — містечко: Локачі;
15. Луковичі — село: Луковичі;
16. Лисів — село: Лисів;
17. Марковичі — село: Марковичі;
18. Михайлівка — колонія: Михайлівка;
19. Орищі — село: Орищі;
20. Острів — колонія: Острів;
21. П'ятикори — село: П'ятикори;
22. Роговичі — село: Роговичі;
23. Шельвів — село: Шельвів;
24. Твориничі — село: Твориничі;
25. Уйма-Локацька — село: Уйма-Локацька;
26. Вікторівка — колонія: Вікторівка;
27. Війковичі — село: Війковичі, фільварок: Війковичі та колонія: Бунява;
28. Вілька-Марковецька — село: Вілька-Марковецька;
29. Вілька-Шельвівська — село: Вілька-Шельвівська та колонія: Кременець;
30. Заячиці — село: Заячиці та фільварок: Заячиці;
31. Загайці — село: Загайці;
32. Замличі — село: Замличі та фільварок: Замличі;
33. Загорів-Старий — село: Загорів-Старий;
34. Загорів-Новий — село: Загорів-Новий.

Після радянської анексії західноукраїнських земель ґміну Хорув ліквідовано у зв'язку з утворенням Локачівського району.